# Abyssinia (Schiff, 1870)
Die Abyssinia war ein 1870 in Dienst gestellter Ozeandampfer der britischen Reederei Cunard Line, der im Passagierverkehr von Liverpool über Queenstown nach New York eingesetzt wurde. Das Schiff gehörte später der Guion Line und der Canadian Pacific Railway. Am 18. Dezember 1891 sank die Abyssinia ohne Verlust von Menschenleben nach einem Brand vor der Küste von Nova Scotia.

## Geschichte

### Cunard Line
Nach dem Erfolg der 1867 in Dienst gestellten Russia orderte die Cunard Line fünf neue eiserne Expressdampfer für den wöchentlichen Nordatlantikservice. Einer davon, das 3.376 BRT große Dampfschiff Abyssinia, wurde in Clydebank (Schottland) auf der Werft von J. & G. Thomson, dem Vorgänger von John Brown & Company, gebaut und lief am 3. März 1870 vom Stapel. Sie und ihr Schwesterschiff, die ebenfalls bei J. &. G. Thomson gebaute Algeria (Bj. 1870), waren die ersten Cunard-Dampfer, die neben Kabinenpassagieren auch Zwischendeckpassagiere beförderten. Dieses Konzept war von der Inman Line übernommen worden. Insgesamt konnten 200 Passagiere der Ersten und 1050 der Dritten Klasse untergebracht werden.
Das 110,78 Meter lange und 12,86 Meter breite Schiff hatte einen Schornstein, drei Masten, ein gerades Heck und konnte eine Höchstgeschwindigkeit von 13 Knoten (24 km/h) erreichen. Am 24. Mai 1870 legte die Abyssinia in Liverpool zu ihrer Jungfernfahrt über Queenstown nach New York ab. Als im März 1871 die Oceanic der White Star Line in Dienst gestellt wurde, schienen Cunards neue Expressliner schon wieder überholt. Die Oceanic verbrauchte zum Beispiel täglich 58 Tonnen Kohle, während die Abyssinia und die Algeria täglich jeweils 90 Tonnen benötigten.
Am 18. September 1880 lief die Abyssinia zu ihrer vorerst letzten Fahrt auf ihrer geplanten Route aus. Anschließend wurde sie bei ihrer Bauwerft in Zahlung gegeben, um den Bau der beiden neuen Schiffe Servia und Catalonia (beide 1881 fertiggestellt) zu finanzieren.

### Guion und Canadian Pacific Railway
Im selben Jahr wurde sie an die Guion Line verchartert, um deren bei Anglesey gestrandete Montana zu ersetzen. Ab dem 20. November 1880 war das Schiff zurück auf seiner alten Route. 1882 wurde es mit neuen Verbunddampfmaschinen ausgestattet. 1884 wurde sie erneut in Zahlung gegeben. Dieses Mal bei der Bauwerft John Elder & Company, um den Bau der Oregon der Guion Line mitzufinanzieren.
Die Guion Line, die in einer schweren finanziellen Krise steckte, konnte nicht für die Kosten der Oregon aufkommen und überließ sie daher der Cunard Line. Guion behielt dafür die ältere Abyssinia. Gleichzeitig wurden Cunards Schiffe Parthia und Batavia als Gegenleistung für den Rekordbrecher Oregon bei John Elder & Company in Zahlung gegeben. 1885 starb der Reedereigründer Stephen G. Guion, woraufhin Sir William Pearce neuer Vorsitzender des Unternehmens wurde. Am 27. März 1886 begann die letzte Fahrt für die Guion Line.
Im darauf folgenden Jahr vercharterte Pearce die Abyssinia, die Parthia und die Batavia an den kanadischen Unternehmer und Eisenbahnpionier William Cornelius Van Horne, um für dessen Canadian Pacific Railway (CPR) einen Dampfschiffservice im Pazifik einzuführen. Auf diese Weise konnte der Gütertransport der CPR von Großbritannien über den Atlantik nach Kanada per Schiff, durch Kanada per Schienenverkehr und von Kanada nach Japan, China und Indien wieder per Schiff ausgedehnt werden. Die Abyssinia eröffnete diesen neuen Pazifikservice mit Platz für 22 Passagiere der Ersten und 80 der Dritten Klasse. Für die Fahrt von Vancouver nach Yokohama, wo sie am 13. Juni 1887 eintraf, benötigte sie nur 13 Tage und stellte somit einen neuen Transpazifikrekord auf. Die Schiffsladung aus Tee und Seide wurde am 21. Juni  per Zug über Montreal nach New York gebracht und traf am 29. Juni an Bord eines anderen Schiffs in London ein.

### Untergang
Die Abyssinia stand im Dienst der Canadian Pacific Railway, bis diese mit der Empress of China, der Empress of India und der Empress of Japan (alle 1891) drei neue, größere Schiffe bauen ließ. 1891 wurde sie wieder der Guion Line übergeben und ab dem 28. November 1891 auf ihrer alten Route Liverpool–Queenstown–New York eingesetzt.
Am 13. Dezember 1891 legte sie mit 88 Besatzungsmitgliedern und 57 Passagieren in New York zu ihrer ersten Fahrt in östlicher Richtung seit der Rückgabe an Guion ab. Um 12.40 Uhr mittags am 18. Dezember befand sich der Dampfer an der Küste von Nova Scotia, als in einem der Lagerräume ein Feuer ausbrach. Das Schiff befand sich erst 1.300 Seemeilen östlich von New York. Trotz der Bekämpfung durch die Mannschaft war das Feuer schnell außer Kontrolle. Kapitän G. S. Murray gab den Befehl zum Verlassen des Schiffs. Der Ausguck des Passagierdampfers Spree des Norddeutschen Lloyd sah den Rauch, der von der brennenden Abyssinia aufstieg, und die Spree eilte zu Hilfe. Bis 16.15 Uhr waren alle Passagiere und Crewmitglieder von der Spree übernommen worden, die am 21. Dezember 1891 mit den Überlebenden in Southampton eintraf. Der 2. Offizier der Spree, Charles August Polack, wurde für seinen Einsatz bei der Rettung durch die Liverpool Shipwreck & Humane Society ausgezeichnet.
Da der Brand in einem Frachtraum ausgebrochen war, in dem große Mengen Baumwolle gelagert wurden, löste der Vorfall Kontroversen aus, ob Passagiere und Baumwolle auf ein und demselben Schiff transportiert werden sollten.